# Félix Jiménez López
Félix Jiménez López (La Torre, 21 de noviembre de 1955) es un escritor y profesor español. La sensibilidad en el tratamiento de los temas y la destreza léxica son las señas de identidad que permiten identificar al autor y reconocer su personalidad literaria.

## Biografía
Nacido en La Torre – provincia de Ávila – en 1955, desde los once años vivió en la capital en un entorno donde la poesía, el teatro y la literatura eran fundamentales para la formación de los estudiantes. Esos años del final de la dictadura le abrieron unas puertas que permitieron la entrada de las ideas de Mayo del 68 entre otras muchas influencias. Según sus palabras, un viaje a París a los dieciséis años le produjo tal revolución interior que cuando volvió a Ávila su visión del mundo cambió definitivamente.
Durante unos años escribió únicamente poesía: Entre la Tierra y el Agua, y Oleaje de Nubes  son los resultados de esa creación. El sentido de los poemas no es otro que la búsqueda de la luz en lugares aparentemente ensombrecidos como el vaho, la niebla, fronteras inmateriales que delimitan la tierra y el agua.
En 2008 publica su primera novela 52 Semanas y un día, novedosa en la forma y el fondo. Lugares perfectamente reconocibles del Mediterráneo como la playa del Albir, Alfaz del Pi y Altea son el entorno en el que Verena, la protagonista, va a ir encontrando una nueva vía de conocimiento de sí misma que le llevará a retomar su vida con una mirada diferente.
En 2009 publica una nueva novela: Cuaderno de ida y vuelta en la que la literatura parece más real que lo vivido, mientras que la vida cotidiana aparece tamizada con aspectos aparentemente inverosímiles que hacen dudar sobre qué parte del relato pertenece a la ficción.
En mayo de 2011 publica su segundo poemario "Oleaje de nubes y... calma", una madura eflexión sobre el paso del tiempo, el amor y su sentido, el latido de la vida, la naturaleza más allá del hombre... Poesía indirecta, alegórica y sin concesiones, donde la palabra es la verdadera protagonista.
En septiembre de 2011 sale a la luz su primer libro de relatos “Hace tiempo que te debo palabras de amor”, en el que combina la capacidad de evocación del poeta con la maestría para urdir tramas; de manera que cuando un relato termina, el lector no tiene la seguridad de haber salido de él.
En 2013 publica "Juego de tablas", con el pseudónimo de "Montealbar", junto con José Guadalajara ("Dinadaus"), siendo esta su tercera novela.

## Obras
- Entre la Tierra y el Agua  Madrid: Verbum, 2004, ISBN 84-7962-288-1. Poesía.
- 52 semanas y un día. Madrid: Atlantis, 2008, ISBN 978-84-96621-78-7. Novela.
- Cuaderno de ida y vuelta Madrid: Neverland Ediciones, 2009, ISBN 978-84-934970-4-0. Novela
- Oleaje de nubes y... calma. Madrid: Verbum, 2011, ISBN 978-84-7962-693-8. Poesía
- Hace tiempo que te debo palabras de amor. Madrid: Atlantis, 2011, ISBN 978-84-15228-86-8. Relatos.
- Juego de tablas (con José Guadalajara). Madrid: Ediciones de la Torre, 2013, ISBN 978-84-7960-584-1. Novela.
- Poesía horizontal, Madrid, Vitruvio, 2015. Poesía
- La noche tiembla, Madrid, Bohodón, 2015. Novela